# 科林斯 (喬治亞州薩姆特縣)
科林斯（英語：Corinth）是位於美國喬治亞州薩姆特縣的一個鬼鎮。由於此地已於20世紀被荒廢，本地已無人居住。

## 地理
科林斯的座標為32°03′03″N 84°01′19″W / 32.05083°N 84.02194°W，而該地的平均海拔高度為96米（即315英尺）。